# 薛嵩
薛 嵩（せつ すう、生年不詳 - 773年）は、唐代の軍人。本貫は絳州万泉県。

## 経歴
范陽・平盧節度使の薛楚玉の子として生まれた。薛仁貴の孫にあたる。稼業を営まず、膂力に優れ、騎射を得意とし、書を知らなかった。安史の乱が起こると、反乱軍側に従軍した。広徳元年（763年）、唐軍が洛陽を平定し、皇太子李适が天下兵馬元帥となると、僕固懐恩を河北奪回のために派遣した。薛嵩は燕の将として相州を守っていた。史朝義の兵が壊滅し、唐軍がやってくると聞くと、薛嵩は恐れうろたえて、僕固懐恩を馬前に迎えた。僕固懐恩は薛嵩を許し、旧職を守らせた。薛嵩は検校刑部尚書・相州刺史となり、相衛洺邢等州節度観察使をつとめた。大暦2年（767年）、平陽郡王に封じられ、昭義軍節度使に名を改められた。大暦3年（768年）、検校尚書右僕射を加えられた。大暦8年（773年）1月、死去した。太保の位を追贈された。
子に薛平があった。

## 伝記資料
- 『旧唐書』巻124 列伝第74
- 『新唐書』巻111 列伝第36